# Moritz Krämer

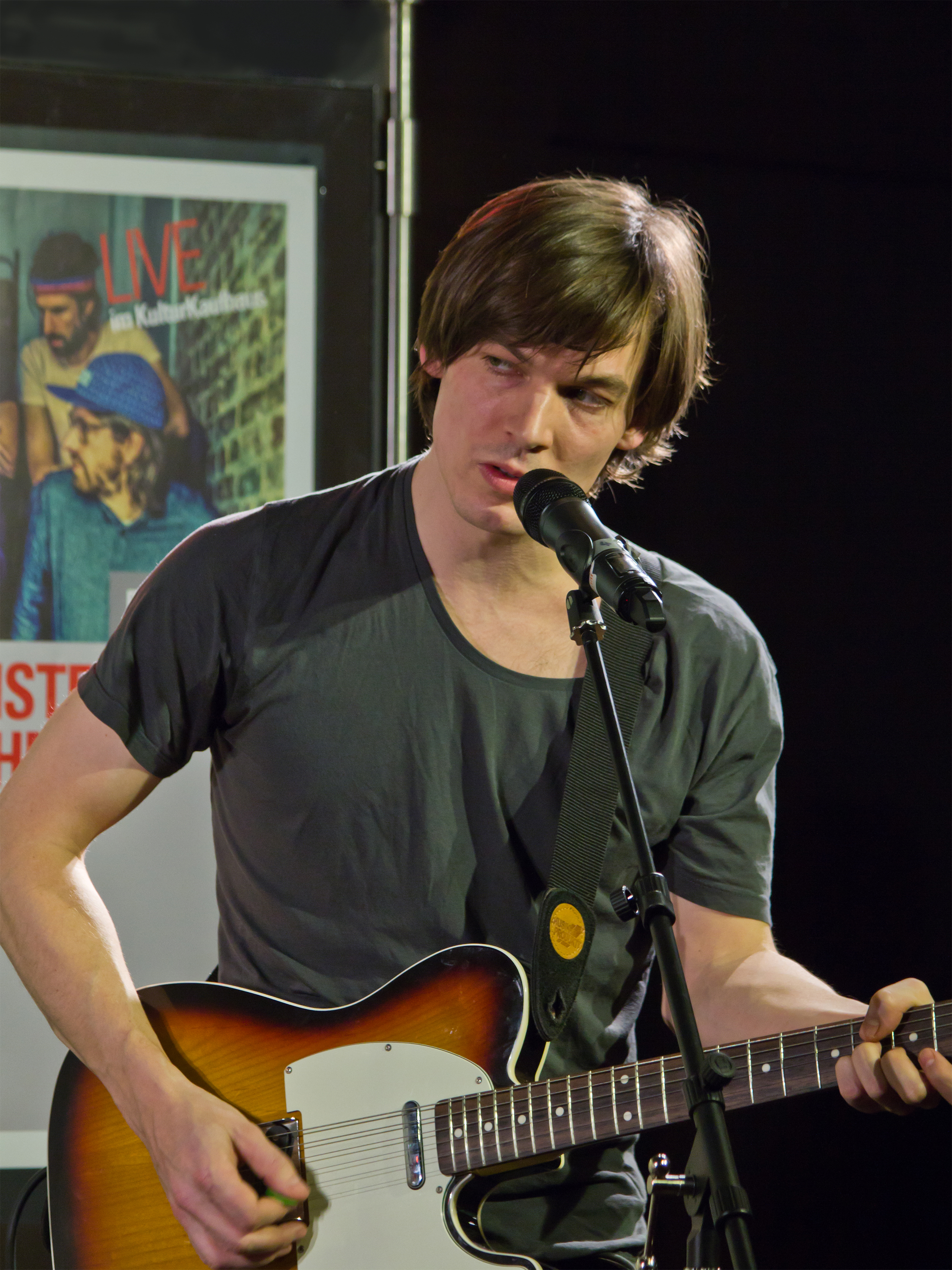
Moritz Krämer 2014

Moritz Krämer (* 1980 in Basel) ist ein deutscher Musiker und Regisseur aus Berlin-Kreuzberg.

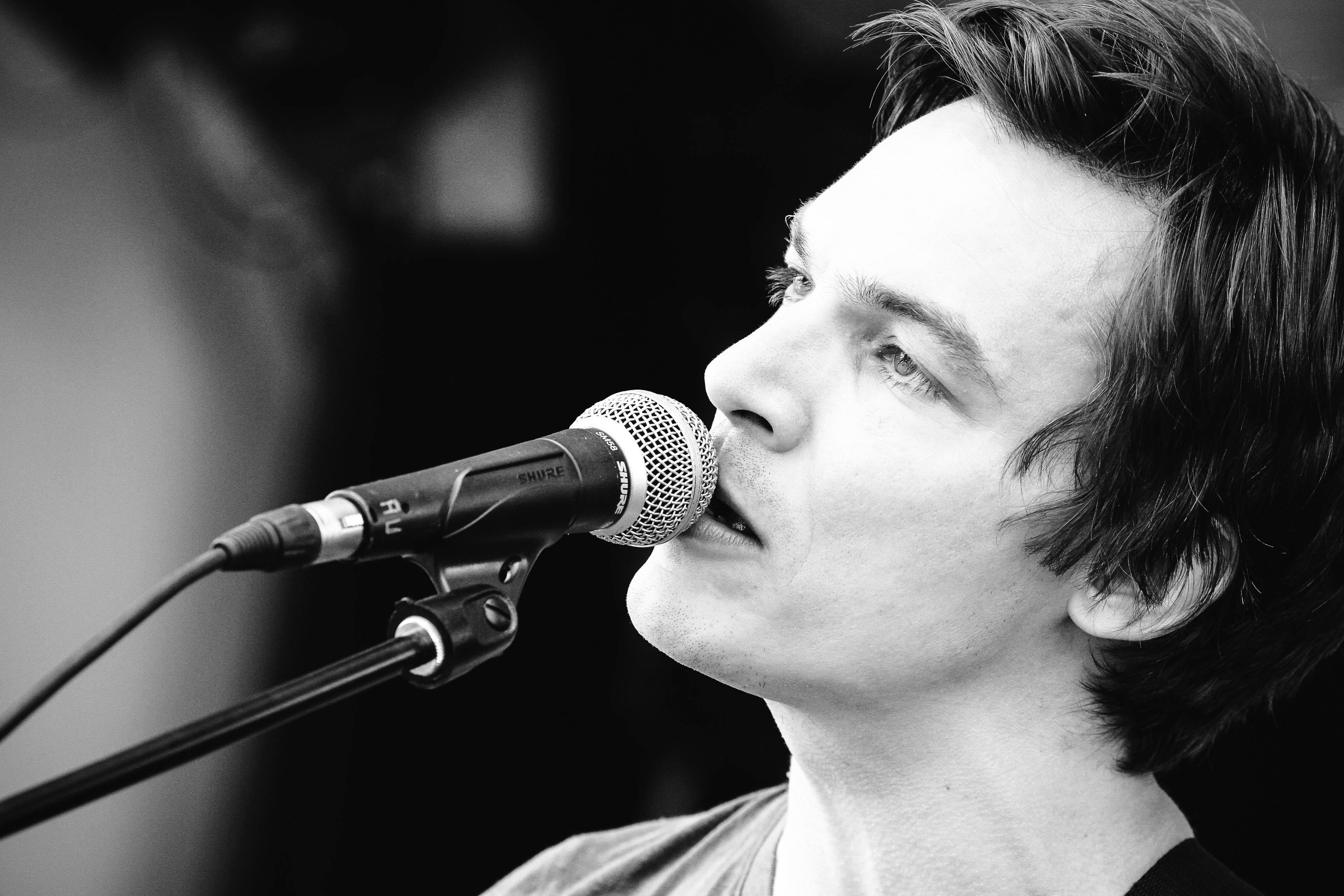
Moritz Krämer Orange Blossom Special 2014

## Leben
Krämer wurde in der Schweiz geboren und wuchs im Hochschwarzwald auf. Nach dem Abitur in Freiburg zog er nach Berlin. Er absolvierte ein Studium in den Fächern Video und Text an der Universität der Künste Berlin und studierte Regie an der Deutschen Film- und Fernsehakademie Berlin. Während seines Studiums drehte er ab 2005 einige Musikvideos und Kurzfilme. Sein erster Film war der Kurzfilm Tsuri Tsumi, weitere sind u. a. Die Krux (2006), Der letzte Silberbauchkarpfen (2009), Versprochen (2010) und Bonsai (2011). Sein erster Langfilm Bube Stur feierte seine Premiere auf der 65. Berlinale in der Sektion „Perspektive Deutsches Kino“.
Krämer arbeitete in Berlin auch als Komponist, Liedtexter und musikalischer Leiter an verschiedenen Theatern, darunter die Volksbühne, Hebbel am Ufer, das Maxim-Gorki-Theater und das Thalia-Theater, sowie am Stadttheater Heidelberg. 2009 war er Hauptakteur des Liederabends Night of the Nerds am Centraltheater in Leipzig.
Am 2. November 2008 war Krämer gemeinsam mit der Band Virginia Jetzt! zu Gast in der TV-Sendung TV Noir, wo er live einige seiner Songs im damaligen Café Edelweiß vorstellte. 2010 gewann er den Preis TV Noir Rakete.  Seit 2009 stellt er das Album Fallsucht mit 14 seiner Titel zum kostenlosen Download zur Verfügung. Am 1. August 2010 erschien die EP Ich kann nix dafür, die einige akustisch aufgenommene Songs enthält. 2010 spielte er im Vorprogramm auf der Tour von Gisbert zu Knyphausen, der bei seinen Auftritten gelegentlich Krämers Titel Mitbewohnerin coverte. Sein erstes Album Wir können nix dafür veröffentlichte Krämer bei dem Hamburger Plattenlabel Tapete Records, es erschien am 4. März 2011 und enthält auch Neuaufnahmen einiger bereits auf der zuvor erschienenen EP enthaltenen Lieder.

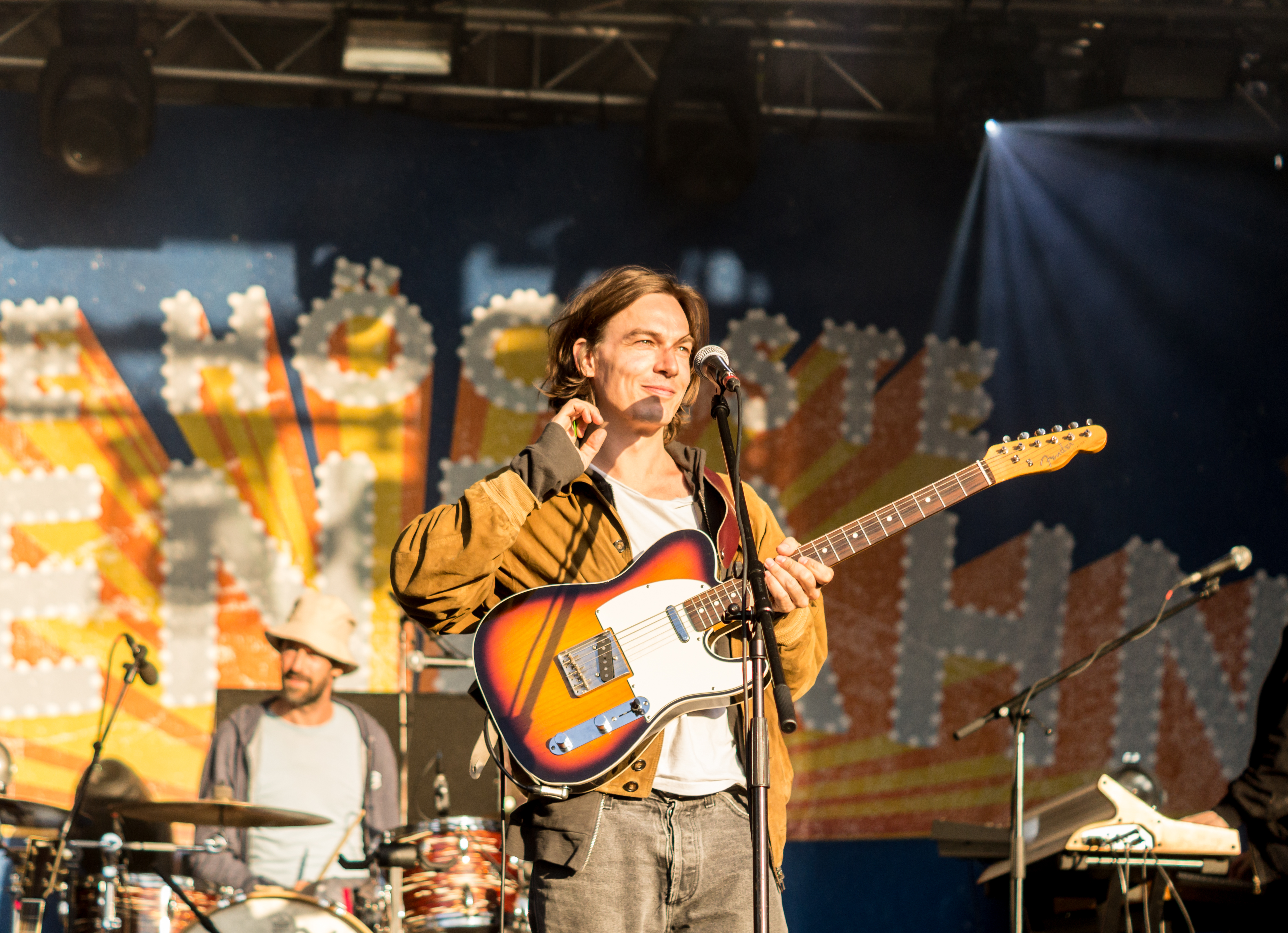
Moritz Krämer Kosmonaut 2017

Seit 2011 tritt Krämer zusammen mit Francesco Wilking, Max Schröder und Felix Weigt unter dem Namen Die Höchste Eisenbahn auf. Zu Band-Beginn begleiteten sie Gastmusiker wie Judith Holofernes und Gisbert zu Knyphausen.
Am 1. Februar 2019 erschien Krämers Doppelalbum Ich hab’ einen Vertrag unterschrieben 1&2.
Krämers Musik zeichnet sich insbesondere durch eine melancholische Stimmung aus, die durch Krämers brüchige Stimme und die tiefsinnigen Texte über Alltägliches entsteht.

## Diskografie
Alben und EPs
- 2009: Fallsucht (nur als Download)
- 2010: Ich kann nix dafür (EP)
- 2011: Wir können nix dafür
- 2018: Ich hab’ einen Vertrag unterschrieben 1
- 2019: Ich hab’ einen Vertrag unterschrieben 2
- 2021: Die traurigen Hummer

mit Die Höchste Eisenbahn
- 2012: Unzufrieden (EP)
- 2013: Schau in den Lauf, Hase
- 2016: Wer bringt mich jetzt zu den Anderen
- 2019: Ich glaub dir alles
- 2020: StallWaldKirche EP (EP)

mit Artur & Vanessa
- 2023: Artur & Vanessa

## Filmografie

### Regie und Drehbuch
- 2005: Tsuri Tsumi (Kurzfilm, UdK)
- 2011: Schub (Kurzfilm, dffb)
- 2011: Vorsprechen (Kurzfilm, dffb/ARTE)
- 2012: Eat (Kurzfilm, dffb/ARTE)
- 2015: Bube Stur (Spielfilm, dffb)

### Filmmusik
- 2018: Petting statt Pershing
- 2021: Tatort: Wer zögert, ist tot
- 2022: Tatort: Finsternis
- 2022: Alle wollen geliebt werden